# Mount Bevilacqua
Mount Bevilacqua är ett berg i Antarktis. Det ligger i Östantarktis. Nya Zeeland gör anspråk på området. Toppen på Mount Bevilacqua är 989 meter över havet.
Terrängen runt Mount Bevilacqua är lite bergig. Trakten är obefolkad. Det finns inga samhällen i närheten.